# Wali ur-Rehman
Wali ur-Rehman Mehsud (vers 1970 - 29 mai 2013) est un chef militaire taliban pakistanais qui opérait dans le Sud-Waziristan. Il était l'un des principaux responsables du Tehrik-e-Taliban Pakistan et était considéré comme le plus puissant lieutenant de l'"émir" du groupe, Hakimullah Mehsud, dont il était le successeur potentiel. Devenu le no 2 du mouvement après le décès de Baitullah Mehsud en août 2009, les États-Unis offraient une prime de 5 millions de dollars pour sa capture.

## Biographie
Il naît au Sud-Waziristan, dans le district de Bannu, vers 1970.
Fils d'une famille de la branche Mal Khel de la tribu Mehsud, il suit des études religieuses au sein de la Médersa Jamia Islamia Imdadia à Faisalabad qu'il termine en 1996. Dans sa jeunesse, il milite pour le parti religieux Jamiat Ulema-e-Islam, membre de l’alliance islamiste Muttahida Majlis-e-Amal et réputé proche des Talibans. Après une carrière d'enseignant dans une école coranique de Kani Guram, il rejoint les rangs du Tehrik-e-Taliban Pakistan en 2004 et devient le porte-parole officiel de son "émir", Baitullah Mehsud. Ce dernier est tué dans l'attaque d'un drone américain à l'été 2009.
Après la disparition de Baitullah, Wali ur-Rehman et Hakimullah Mehsud figurent parmi les premiers prétendants à sa succession. La rivalité présumée des deux hommes fait courir la rumeur de sérieuses tensions au sein du groupe, au point que les renseignements pakistanais les soupçonnent de s'être entretués au cours d'une violente altercation. L'information est finalement démentie et à l'issue de plusieurs semaines de délibérations, Hakimullah devient le nouvel émir du TTP, alors que Wali ur-Rehman est nommé responsable de la stratégie militaire du groupe.
Contrairement à Hakimullah et Baitullah, chefs militaires brutaux, défiants et peu enclins à négocier avec le gouvernement pakistanais, Wali ur-Rehman est réputé plus ouvert aux pourparlers et nettement plus concerné par le conflit afghan. 
Il est l'un des principaux suspects de l'Attentat-suicide de la base de Chapman du 30 décembre 2009, ayant causé la mort de sept membres de la CIA. À l'instar de Hakimullah, sa tête est mise à prix par les États-Unis qui offre 5 millions de dollars pour sa capture. Lors d'une interview le 30 septembre 2010, Wali ur-Rehman confirme les liens du TTP avec la nébuleuse terroriste Al-Qaïda, dont il affirme approuver et suivre l'idéologie. Selon la Maison-Blanche, il était responsable de l'acheminement de combattants en Afghanistan pour mener des attaques contre les troupes occidentales encadrées par les Américains dans le pays.
En mars 2012, Wali ur-Rehman apparaît dans une vidéo où il menace le Royaume-Uni de représailles à la suite de l'incarcération de nombreux islamistes dans des prisons britanniques, dont Roshonara Choudhry, emprisonné à vie après une tentative d'assassinat sur un membre du Parlement en mai 2010 ayant approuvé l'intervention militaire occidentale en Irak.

## Décès
Le 29 mai 2013, Wali ur-Rehman est annoncé mort dans l'attaque d'un drone américain ayant ciblé une maison du village de Chashma, dans les environs de Miranshah, capitale administrative du Nord-Waziristan, à proximité de la frontière pakistano-afghane. Six autres militants sont tués avec lui. Son décès est rapidement confirmé par Ehsanullah Ehsan, porte-parole du TTP.
Sa mort intervient peu de temps après l'élection du premier ministre pakistanais Nawaz Sharif, désireux d'entamer de nouvelles négociations avec le TTP pour mettre fin aux hostilités. Perçu comme une personnalité respectée et influente, la disparition de Wali ur-Rehman, interlocuteur présenté comme "incontournable" dans l'évolution du processus de paix par Rahimullah Yousufzai, journaliste spécialiste de mouvements rebelles, fragilise davantage les tentatives de pourparlers du gouvernement pakistanais.